# Machina II/The Friends & Enemies of Modern Music
Machina II/The Friends & Enemies of Modern Music – album The Smashing Pumpkins, za darmo rozpowszechniany w Internecie od 5 września 2000. Na razie nie ukazało się jego komercyjne wydanie. Składa się on z trzech EPek wypełnionych B-side'ami i alternatywnymi wersjami piosenek, a także podwójnego LP, stanowiącego właściwy album. Jako sequel Machiny, Machina II również jest albumem koncepcyjnym. Co więcej, to ostatnie wydawnictwo grupy nagrane w starym składzie.

## Historia
Pod koniec sesji nagraniowych do albumu Machina, Billy Corgan planował wydać materiał jako podwójną płytę, jednak wytwórnia Virgin Records odmówiła, przede wszystkim ze względu na niskie wyniki sprzedaży poprzedniego wydawnictwa grupy, Adore. W końcu Machina/The Machines of God ujrzała światło dzienne jako pojedyncza płyta, osiągając bardzo niskie wyniki sprzedaży. Corgan chciał mimo tego wydać oddzielnie Machinę II, ale wytwórnia ponownie się sprzeciwiła. W związku z tym frontman grupy postanowił samodzielnie wydać album poprzez swoją własną wytwórnię, Constantinople Records, a następnie, jako pożegnalny ukłon w stronę fanów, rozprowadzać go zupełnie za darmo. Powstało zaledwie 25 ręcznie ponumerowanych egzemplarzy, z których większą część otrzymali sami członkowie zespołu oraz ich znajomi. Pozostałe trafiły do najaktywniejszych osób należących do sieciowej społeczności fanów grupy. Dostali oni także pozwolenie na rozpowszechnianie ich w Internecie, a także potrzebne do tego instrukcje.

## Lista utworów
CR-01, CR-02 itd. oznaczają nazwy albumów podane przez Constantinople Records; pierwsze trzy to EP-ki, czwarta to podwójny LP. Nazwy utworów podane są na stronie billy-corgan.com.

### CR-01
1. „Slow Dawn” – 3:14
2. „Vanity” – 4:08
3. „Satur9” – 4:11
4. „Glass” (alternate version) – 2:55

### CR-02
1. „Soul Power” (James Brown) – 3:02
2. „Cash Car Star” (version 1) – 3:41
3. „Lucky 13” – 3:05
4. „Speed Kills (But Beauty Lives Forever)” – 4:51

### CR-03
1. „If There Is a God” (piano/vox) – 2:34
2. „Try” (version I) – 4:23
3. „Heavy Metal Machine” (version I alt. mix) – 6:47

### CR-04
1. „Glass” – 1:54
2. „Cash Car Star” – 3:18
3. „Dross” – 3:26
4. „Real Love” – 4:16
5. „Go” – 3:47
6. „Let Me Give the World to You” – 4:10
7. „Innosense” – 2:33
8. „Home” – 4:29
9. „Blue Skies Bring Tears” (version electrique) – 3:18
10. „White Spyder” – 3:37
11. „In My Body” – 6:50
12. „If There Is a God” – 2:08
13. „Le Deux Machina” – 1:54
14. „Atom Bomb” – 3:51

## Twórcy
Ze względu na brak tradycyjnego wydania Machiny II, nie istnieje oficjalny spis osób biorących udział w nagraniu i praktycznie niemożliwe jest stuprocentowe stwierdzenie wiarygodności podanej niżej listy.
- Billy Corgan – wokal, gitara
- Jimmy Chamberlin – perkusja
- James Iha – gitara, wokal w „Go”
- D’arcy Wretzky – gitara basowa, wokal
- Mike Garson – keyboard w „Le Deux Machina”

## Download
Lista stron, z których można ściągnąć Machinę II:
- Archive.org (192 kbit/s CBR MP3)
- SPIFC.org (192 Kbit/s CBR MP3)